# أليفيا 2053

أليفيا 2053 هو فيلم رسوم متحركة باللغة العربية لعام 2021 تدور أحداثه في مستقبل بلد عربي يحكمه ديكتاتور مستبد. يتناول الفيلم قصة خيالية تجري في المستقبل حيث تتمكن مجموعة من النشطاء بالاستناد إلى الدعم الشعبي بالإطاحة بنظام قمعي وبوليسي.

## إنتاج
تم إنتاج فيلم الرسوم المتحركة من قبل شركة لبنانية Spring Entertainment استوديو الإنتاج التابع لشركة Spring Communications وبدعم جزئي من استوديو الرسوم المتحركة الفرنسي Malil'Art. الفت الموسيقى التصويرية ومعظم الأعمال الفنية من قبل فريق عمل لبناني. الفيلم من إنتاج ربيع سويدان ومروان حرب ، ومن إخراج جورج أبو مهيا. بحسب سويدان، فإن القمع والمقاومة والثورة في أليفيا 2053 لا تحكي عن قصة بلد معين، بل تستلهم من الظروف الاجتماعية المشتركة في جميع أنحاء العالم. وقد وصفت عدة مصادر أحداث الفيلم الروائي بأنها شبيهة بأحداث الربيع العربي 2011, ,.

## الاصداء والتفاعل
انتشر الفيلم على موقع يوتيوب والمنصات الرقمية الأخرى بعد صدوره في مارس 2021. لتاريخ 29 أبريل، فقد سجل أكثر من ٨ مليون مشاهدة على موقع يوتيوب. وصفته صحيفة لوريان لوجور بأنه أول فيلم روائي طويل للرسوم المتحركة باللغة العربية. كم اعتبرته اورو نيوز بأنه ثورة صغيرة في السينما العربية والرسوم المتحركة. واشارت اليه صحيفة إل موندو الإسبانية "بنسخة Blade Runner العربية. بالنسبة للناقد السينمائي اللبناني الياس دومار، يعتبر أليفيا 2053 "محطة اساسية (في تاريخ) الرسوم المتحركة العربية".